# Ophiura ambigua
Ophiura ambigua är en ormstjärneart som först beskrevs av George Richard Lyman 1878.  Ophiura ambigua ingår i släktet Ophiura och familjen fransormstjärnor. Utöver nominatformen finns också underarten O. a. migrans.